# Puente Viejo (Belcastel)
El Puente Viejo (en francés: Vieux Pont) es un puente  francés  de origen medieval construido sobre el río Aveyron, en la localidad de Belcastel, en el departamento de Aveyron. Desde el 5 de marzo de 1928, tiene el estatus de monumento histórico, en la categoría de monumento inscrito (monumento de importancia regional).
Se trata de un puente de «lomo de asno» con cinco arcos apuntados. Fue hecho construir por el señor del pueblo Alzias de Saunhac en el siglo XV. Probablemente fue construido con la ayuda de los hermanos papales de Aviñón, que habían completado la construcción del puente en Entraygues, una ciudad ubicada al norte, en la confluencia de los ríos Lot y Truyère. 
La comunicación entre ambas orillas del río Aveyron permitió el desarrollo del pueblo en su margen izquierda, donde poco después se construyó la iglesia de Santa María Magdalena.

## Galería

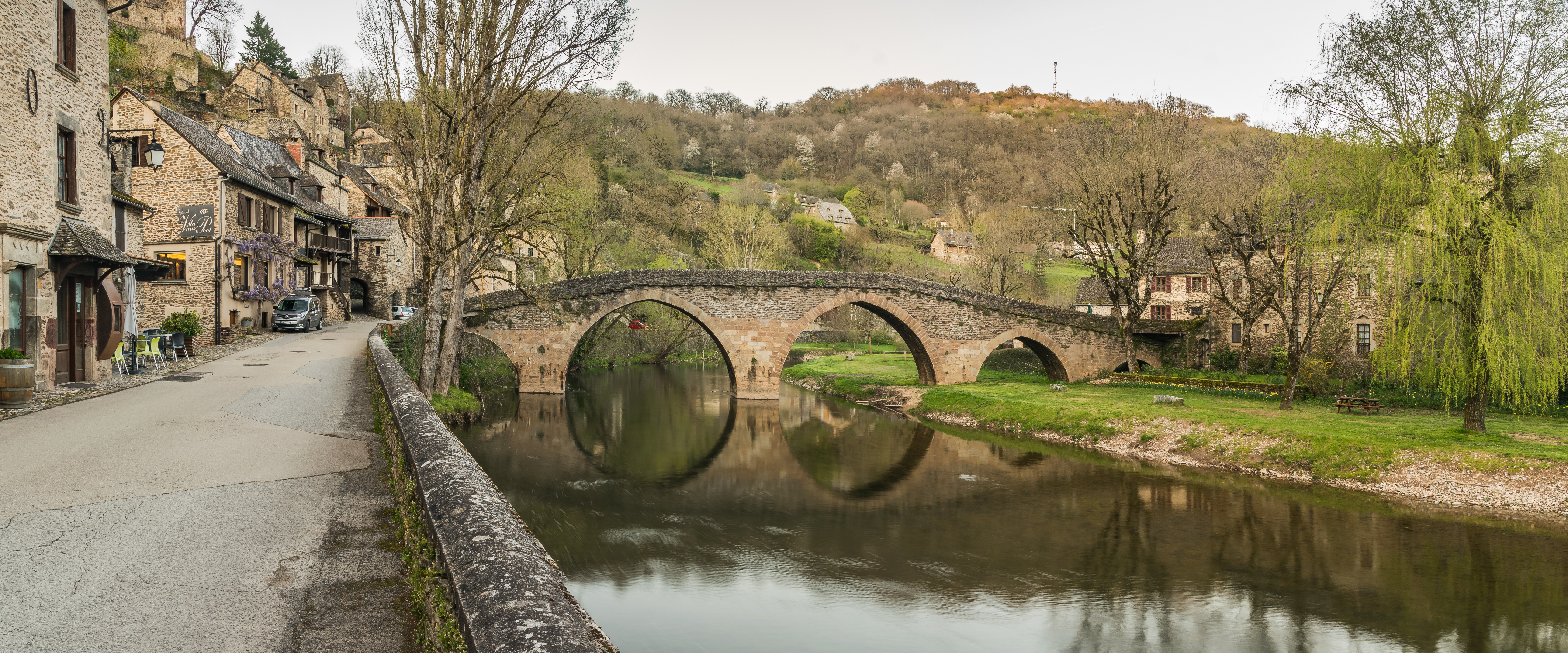
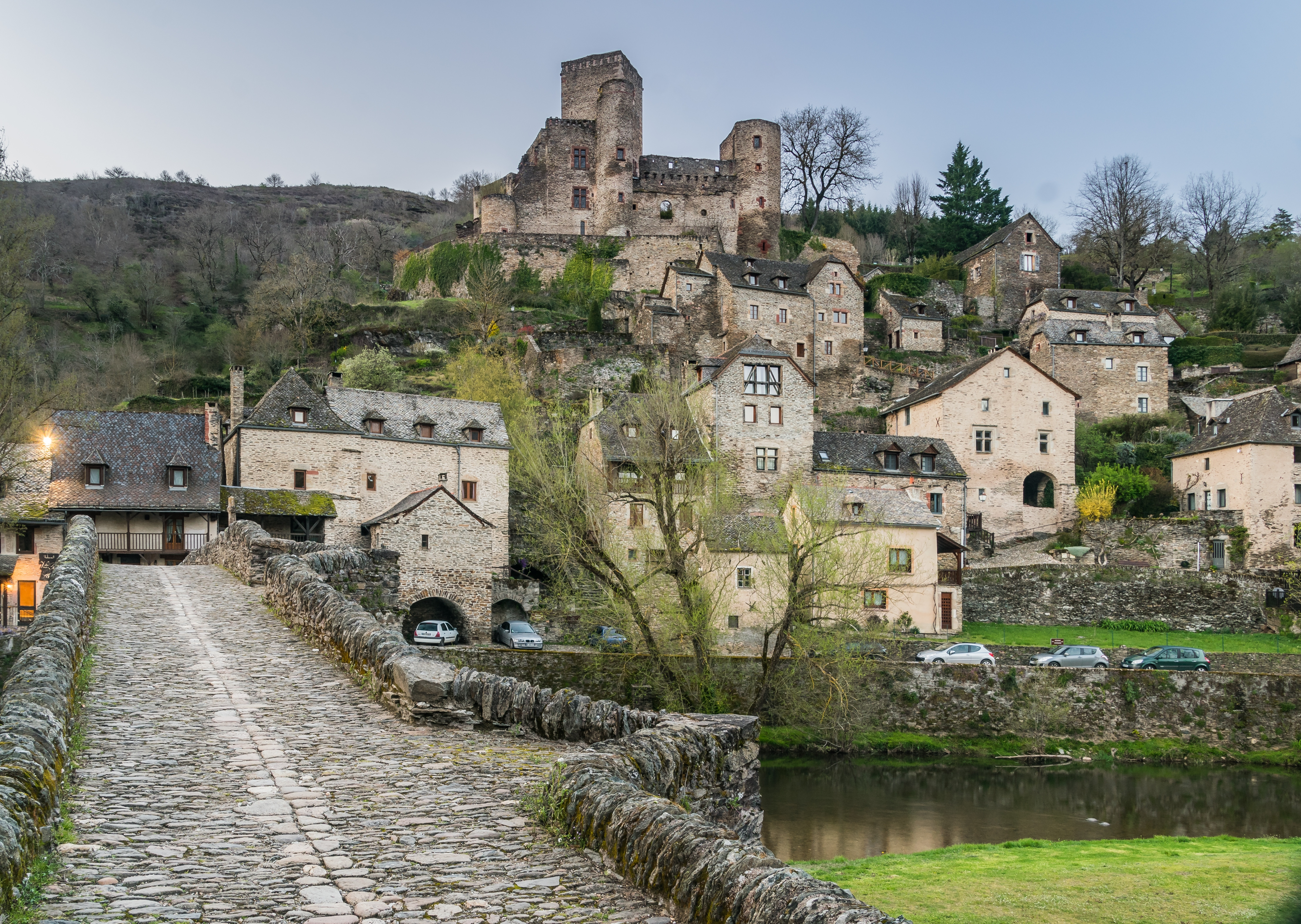
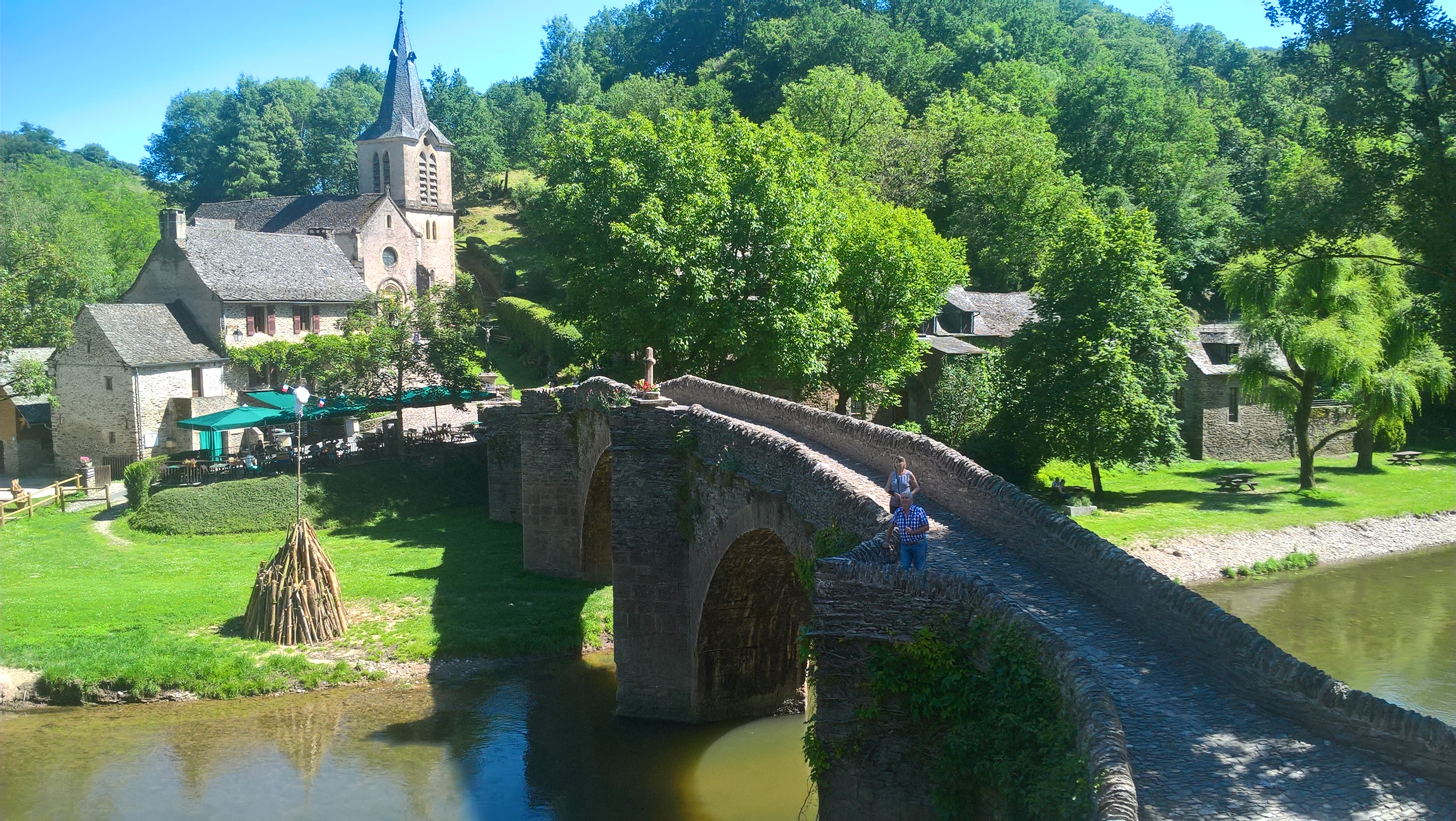
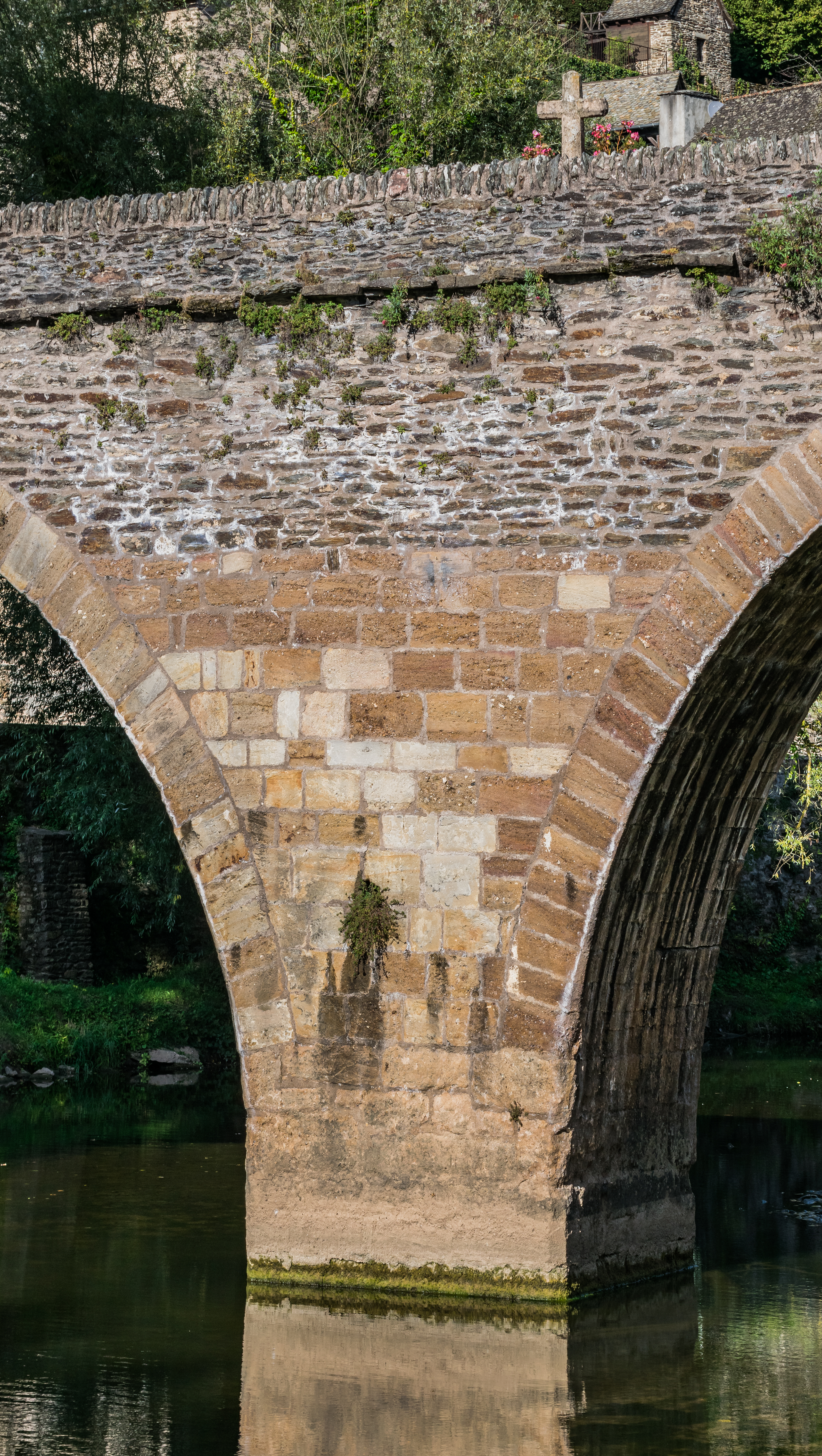